# Pavuna

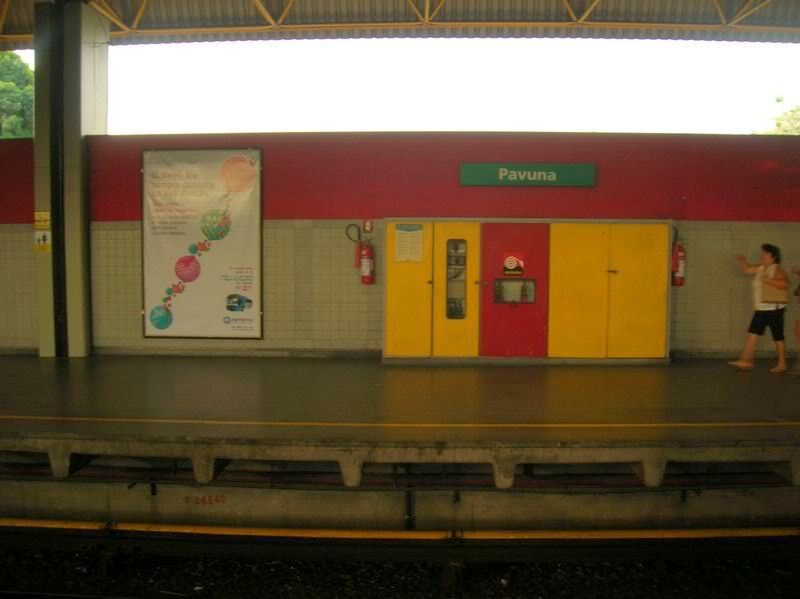
Interior de l'estació de metro de Pavuna

Pavuna és un barri de la Zona Nord del municipi de Rio de Janeiro, a l'estat de Rio de Janeiro, al Brasil. Limita amb els barris d'Anchieta, Guadalupe, Costa Barros, Coelho Neto, Acari, Irajá, Jardim América i Parque Colúmbia, i també amb el municipi de São João de Meriti, els barris Parque Araruama (Parque Analândia i Parque Juriti), Centro, Engenheiro Belford i São Mateus.
Té una de les poblacions més grans entre els barris carioques. El seu Índex de Desenvolupament Social (IDS) l'any 2000 era de 0,540, és a dir, era el 121è entre 158 barris analitzats en el municipi.

## Etimologia
Segons el Diccionari Aurélio, «pavuna» és un terme que designa valls profundes i escarpades. El terme és originari del tupí pab'una, que significa «lloc de tenebres». No obstant això, el filòleg, lexicògraf i tupinòleg Eduardo de Almeida Navarro té una altra explicació per a l'origen del topònim: segons ell, seria un derivat d'upabuna, terme tupí que significa «llacuna fosca», format a partir de la unió dels termes upaba (llacuna) i una (fosca).

## Història[calcitació]
La corona portuguesa va estimular la plantació de canya de sucre en la regió a partir del segle xvi. Amb la cultura de la canya de sucre, s'hi van traslladar esclaus africans. Les fàbriques de sucre i cachaça van prosperar, de tal manera que van incentivar la creació de la primera parròquia fora del barri de Centro, a nostra Senhora da Apresentaçao de Irajá, a mitjan segle xvii.
La crisi provocada pel descobriment de les Minas Gerais, el segle xviii, va afectar la producció de sucre a l'àrea. No obstant això, els senyors de l'ingeni van aconseguir recuperar gran part del prestigi i de la producció durant el segle següent, la qual cosa fins i tot va fer augmentar el nombre d'ingenis. Però la seducció exercida per la plantació del cafè, sumada a la manca de recursos per a millorar les fàbriques, va contribuir al fet que els antics senyors del sucre transformessin els engenhos en hisendes.
No van ser pocs els esforços per a dinamitzar la producció de cafè i revitalitzar la prosperitat del passat. El traçat de la via de tren Dom Pedro II va facilitar el flux de les mercaderies. El mateix es va produir amb la construcció d'un canal que va rectificar el traçat del riu Pavuna, que també va contribuir per a lliurar la regió del fantasma de les febres que despoblaven altres àrees de la Badia de Guanabara, com la ciutat de Pietat d'Iguaçu, en plena decadència. Aquesta va ser l'última vila organitzada en terres de la ciutat, el perímetre definitiu de la qual es va establir el 1833, amb la creació del Municipi Neutro, la Cort imperial.